# Мала школа живота
Мала школа живота била је хумористичка телевизијска емисија која се емитовала на Трећем каналу Радио-телевизије Србије (3К РТС) у другој половини деведесетих година XX века, тачније током 1997. и 1998. године. Емисија је била позната по свом специфичном, апсурдном хумору и креативном доприносу тима у којем је кључну улогеу имао Миленко Заблаћански.

## О настанку емисије

### Творци и сценарио
Као идејни творци емисије "Мала школа живота" наводе се Миленко Заблаћански и Марко Стојановић. Њихова двострука улога, као оснивача идеје и активних учесника у писању и режији, имала је значајан утицај на обликовање јединственог комичног идентитета емисије.
За сценарио емисије били су заслужни Миленко Заблаћански и Златко Марушић. Златко Марушић је у сличном периоду радио и на другим пројектима за 3К, попут серије "Зона брака", у којој су такође учествовали Марко Стојановић и Моника Ромић, глумица из "Мале школе живота".

### Режија
Режију "Мале школе живота" потписује Миленко Заблаћански, иако је ауторство заједнички припадало најужем тиму пројекта, међу којима су били и Предраг Милетић и Марко Стојановић. Марко Стојановић, као пантомимичар и комичар, је својом експертизом у области пантомиме и физичке комедије допринео специфичном визуелном хумору емисије, који је допуњавао вербалну комедију.
Дубока укљученост Заблаћанског у више аспеката продукције (креирање, писање, режија) указује на снажну ауторску визију која је обликовала емисију.

## Глумачка екипа
Главну глумачку поставу "Мале школе живота" чинили су:
| Глумац/Глумица      | Улога/Улоге у "Малој школи живота"              |
| ------------------- | ----------------------------------------------- |
| Миленко Заблаћански | Џика, Различите улоге                           |
| Предраг Милетић     | Мајстор Њутн, Певајући кувар, разне друге улоге |
| Владан Савић        | Различите улоге                                 |
| Игор Микља          | Различите улоге                                 |
| Моника Ромић        | Различите улоге                                 |

Према наводима једног од аутора, Марка Стојановића, у емисији су глумили и "скоро сви из продукцијске екипе", што сугерише на колаборативну и ентузијастичну атмосферу током стварања. Вишеструке улоге које је тумачио Предраг Милетић биле су један од носећих елемената хумористичке структуре емисије, при чему је Милетић био истовремено и аутор сопствених реплика и ликова.

## Емитовање и контекст
"Мала школа живота" емитована је на Трећем каналу РТС-а (3К) у другој половини 1990-их година (конкретно 1997-1998). Трећи канал је у том периоду био познат по емитовању алтернативнијих, често омладински оријентисаних и културно провокативнијих садржаја у односу на главне канале РТС-а. Окружење 3К је вероватно омогућило специфичан, апсурдни хумор и неконвенционални стил "Мале школе живота". Емитовање у овом периоду, обележеном друштвено-политичким изазовима у Србији, могло је дати емисији и додатну димензију, било као облик културног ескапизма или као сатирично огледало друштвене стварности.

## Стил и наслеђе
Комични стил "Мале школе живота" описан је као "забаван" и "апсурдан". Овај приступ хумору ослањао се на неочекиване спојеве, нелогичне ситуације и карактере који одступају од конвенционалног. Њена јединственост и специфичан хумор могли су јој обезбедити статус култног остварења код одређеног дела публике. За телевизијске историчаре и љубитеље српске комедије, "Мала школа живота" може представљати вредан културни артефакт и сведочанство једног времена и специфичног комичног израза.